# Estadio Francisco de la Hera
Das Estadio Francisco de la Hera ist ein Fußballstadion in der spanischen Stadt Almendralejo, Provinz Badajoz, Autonome Gemeinschaft Extremadura. Es ist seit 2010 die Heimspielstätte des Fußballclubs Extremadura UD.

## Geschichte
Die erste feste Spielstätte des FC Extremadura war das Campo de Santa Aurora zwischen 1928 und 1934. Danach war der Club im Campo Santa Elvira beheimatet. Das ursprüngliche Estadio Francisco de la Hera entstand Anfang der 1950er Jahre und wurde am 12. Oktober 1951 mit der Partie der Heimmannschaft gegen den FC Sevilla eingeweiht. An der Anlage änderte sich bis in die 1990er Jahre wenig. 1996 wurde das alte Stadion, aufgrund des Aufstieges des FC Extremadura in die Primera División 1996/97, abgerissen und neu gebaut. Am 9. September 1996 wurde das Estadio Francisco de la Hera mit der Partie FC Extremadura gegen Betis Sevilla eingeweiht. Der Bau kostete 400 Mio. Pts. Die Haupt- wie die Gegentribüne verfügen über fast die komplette Länge eine Überdachung. Die Hintertorränge sind ohne Schutz gegen Wind und Wetter. Heute bietet es 11.580 Sitzplätze für die Zuschauer. 2010 wurde der FC Extremadura wegen finanzieller Probleme aufgelöst. Als Nachfolger nutzt die Extremadura UD das Stadion zur Austragung ihrer Heimspiele.